# Koninkrijk Kongo
Het Koninkrijk Kongo (Kikongo: Kongo Dya Ntotila, of Wene wa Kongo; Portugees: Reino do Congo) was een koninkrijk in Centraal-Afrika, gelegen in het huidige noordelijke Angola, westelijke Democratische Republiek Congo, zuidelijk Gabon en de Republiek Congo. Op zijn hoogtepunt strekte het zich uit van de Atlantische Oceaan in het westen tot de Kwangorivier in het oosten, en van de Kongorivier in het noorden tot de Kwanzarivier in het zuiden. Het koninkrijk omvatte verschillende kernprovincies onder leiding van een Mwene Kongo, wat "heer of heerser van het koninkrijk Kongo" betekent. De invloedssfeer reikte tot naburige koninkrijken zoals Ngoyo, Kakongo, Loango, Ndongo en Matamba, de laatste twee in het huidige Angola.
Rond 1390 tot 1862 was Kongo een zelfstandige staat. Na deze periode, van 1862 tot 1914, fungeerde het bij tussenpozen als een vazalstaat van het Koninkrijk Portugal. Toen in 1914 een opstand werd neergeslagen, schafte Portugal de titulaire monarchie van Kongo af. Vanaf 1915 tot 1975 kreeg de titel van Mwene Kongo een nieuwe, maar louter symbolische betekenis zonder echte macht. En uiteindelijk werden de resterende gebieden opgenomen in Portugees Angola en de Onafhankelijke Congostaat.

## Vroege geschiedenis

#### Methodiek
De mondelinge overlevering over de vroege geschiedenis van het Koninkrijk Kongo werd voor het eerst op schrift gesteld aan het eind van de 16e eeuw. Vooral in de 17e eeuw werden uitgebreidere versies vastgelegd, waaronder die van de Italiaanse Kapucijner missionaris Girolamo da Montesarchio.
De verhalen over de stichting van het koninkrijk veranderden in de loop van de tijd, beïnvloed door de historische context waarin ze werden verteld.
Moderne documentatie van deze mondelinge tradities begon in de jaren 1910, met figuren als Mpetelo Boka en Lievan Sakala Boku, die in het Kikongo schreven. Hun werk werd voortgezet door missionarissen van de Redemptoristenorde, zoals Jean Cuvelier en Joseph de Munck. In 1934 publiceerde Cuvelier een samenvatting van deze tradities in het Kikongo onder de titel Nkutama a mvila za makanda.
Hoewel Cuvelier en andere onderzoekers meenden dat deze tradities verwezen naar de vroegste periode van het Koninkrijk Kongo, lijkt het waarschijnlijker dat ze vooral betrekking hebben op lokale clanverhalen (makanda) en voornamelijk slaan op de periode na 1750.

### Stichting van het Koninkrijk

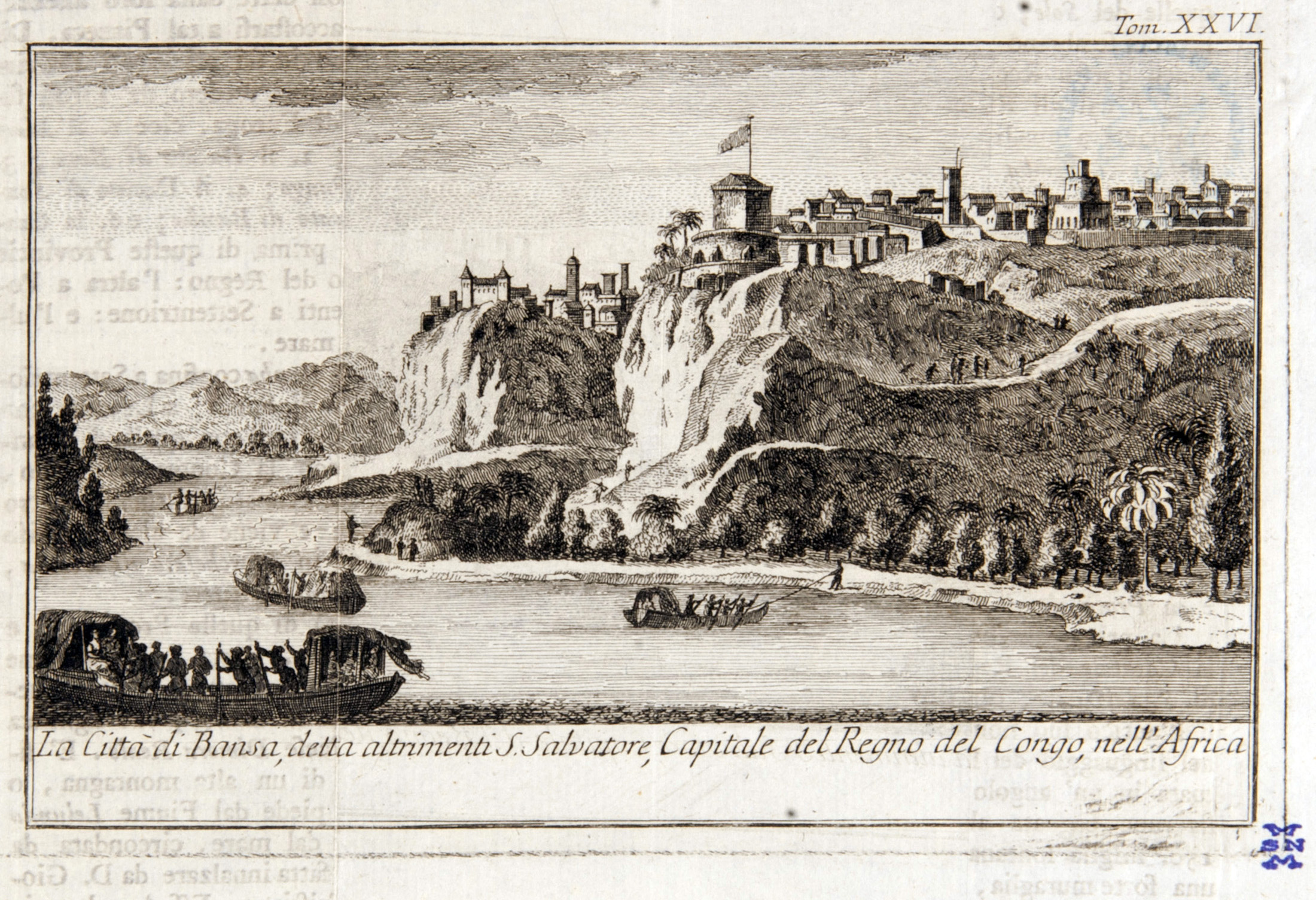
18e-eeuwse gravure van M'banza-Kongo

Tegen de 13e eeuw waren er drie grote confederaties van staten in het westelijke deel van het Kongogebied. In het oosten bevonden zich de Zeven Koninkrijken van Kongo dia Nlaza, beschouwd als de oudste en machtigste confederatie. Deze omvatte waarschijnlijk Nsundi, Mbata, Mpangu, en mogelijk ook Kundi en Okanga. Ten zuiden daarvan lag Mpemba, een regio met verschillende koninkrijken zoals Mpemba Kasi en Vunda. Ten westen, aan de overzijde van de Kongorivier, bevond zich een confederatie van drie kleinere staten: Vungu (de leidende staat), Kakongo en Ngoyo.
Volgens de Kongo-traditie uit de 17e eeuw lag de oorsprong van het koninkrijk in Vungu, dat zijn invloed uitbreidde naar Mpemba Kasi, het noordelijkste gebied van Mpemba. De hoofdstad van Mpemba bevond zich zo’n 240 kilometer verder naar het zuiden. Een dynastie uit deze kleine staat bouwde haar macht uit langs de Kwiluvallei, ook wel bekend als Nsi a Kwilu. De elite van deze dynastie werd begraven nabij het centrum van deze regio. In tradities uit de 17e eeuw wordt verwezen naar deze heilige begraafplaats. De Italiaanse Kapucijner missionaris Girolamo da Montesarchio, die het gebied tussen 1650 en 1652 bezocht, meldde dat het zó heilig was dat het aanschouwen ervan dodelijk kon zijn. Vermoedelijk gaat het hier om de rotsachtige hooglanden van Lovo, waar uitgebreide rotstekeningen en grotkunst zijn gevonden die minstens teruggaan tot de 15e eeuw.
Rond 1375 sloot Nimi a Nzima, heerser van Mpemba Kasi en Vungu, een alliantie met Nsaku Lau, de koning van het naburige koninkrijk Mbata. Nimi a Nzima trouwde met Lukeni lua Nsanze, de dochter van Nsaku Lau. Deze alliantie bepaalde dat beide partijen elkaars dynastieën zouden steunen bij de troonopvolging. Mbata, ooit een provincie van de Zeven Koninkrijken van Kongo dia Nlaza, lag oostelijker, aan de huidige grens tussen Angola en de Democratische Republiek Congo. Mogelijk was Mbata de senior partner in de alliantie, aangezien de heerser er de titel Nkaka andi a Mwene Kongo droeg, oftewel “grootvader van de koning van Kongo”.
Uit het huwelijk van Nimi a Nzima en Lukeni lua Nsanze werd Lukeni lua Nimi geboren (ca. 1380–1420), de stichter van het Koninkrijk Kongo. In latere orale tradities wordt hij ook wel Nimi a Lukeni genoemd, een naam die door historicus Jean Cuvelier bekendheid kreeg. Lukeni lua Nimi begon met de uitbreiding van zijn invloed naar het zuiden, in gebieden die onder Mpemba vielen. Hij vestigde een nieuwe machtsbasis op de berg Mongo dia Kongo en smeedde strategische allianties: met de Mwene Mpangala, leider van een marktplaats die trouw was aan Mpemba, en met de Mwene Kabunga, wiens gebied westelijker lag en een belangrijk heiligdom bevatte. Twee eeuwen later hielden de afstammelingen van Mwene Kabunga nog steeds jaarlijks een ritueel waarmee zij symbolisch protesteerden tegen deze verovering.
Een nog belangrijkere alliantie sloot Lukeni lua Nimi met Vunda, een andere ondergeschikte staat binnen Mpemba. Om deze alliantie te verstevigen, gaf hij de heerser van Vunda een rol als elector van het koninkrijk — vergelijkbaar met de eerdere regeling met Mbata.
Na de dood van Nimi a Lukeni beriepen zijn opvolgers zich op hun verwantschap met zijn kanda, die bekend werd als het Huis Kilukeni. Deze Kanda regeerde zonder tegenstand over het koninkrijk tot 1567.

## Kongolese expansie
Volgens tradities uit de 16e eeuw hadden de voormalige koninkrijken in het gebied “vroeger elk hun eigen koning, maar zijn ze nu allen onderdanen en belastingplichtigen van de koning van Kongo.” In deze tradities wordt vermeld dat de gouverneurs van deze regio’s afkomstig waren uit de koninklijke familie of uit andere adellijke huizen. Deze gouverneurs werden door de koning benoemd voor een bepaalde termijn en hadden het recht om hun eigen cliënten aan te stellen in lagere bestuurlijke functies, tot op dorpsniveau, waar de lokale leiders vaak nog door de gemeenschap zelf werden gekozen.
Met de toenemende centralisatie verloor de oorspronkelijke invloed van de geallieerde provincies geleidelijk aan betekenis. Hun macht werd grotendeels symbolisch, zoals te zien was bij Mbata. Deze provincie, die ooit een volwaardig mede-koninkrijk was, werd rond 1620 nog slechts aangeduid met de ceremoniële titel Nkaka'ndi a Mwene Kongo, oftewel “grootvader van de koning van Kongo”.
De vroege expansiecampagnes van het koninkrijk Kongo brachten nieuwe bevolkingsgroepen onder centraal gezag en leverden veel krijgsgevangenen op. Vanaf de 14e eeuw, met een hoogtepunt in de 17e eeuw, werden deze gevangenen vaak met geweld herplaatst naar de koninklijke hoofdstad M'banza Kongo. Door deze gedwongen migraties ontstond er een grote bevolkingsconcentratie in en rondom de hoofdstad, wat een sleutelrol speelde in de verdere centralisatie van het koninkrijk. In een overwegend dunbevolkt gebied (waar de bevolkingsdichtheid buiten de stad waarschijnlijk niet meer dan 5 personen per km² bedroeg), groeide M'banza Kongo uit tot een dichtbevolkt centrum. Portugese reizigers in 1491 beschreven de stad als even groot als Évora in Portugal.
Tegen het einde van de 16e eeuw telde het koninkrijk naar schatting meer dan een half miljoen inwoners in een kerngebied van ongeveer 130.000 km². In de vroege 17e eeuw had M'banza Kongo samen met de omliggende regio een bevolking van ongeveer 100.000 mensen, bijna een zesde van de totale bevolking van het koninkrijk, dat toen rond de 780.000 inwoners telde (gebaseerd op doopregisters van een jezuïetenpriester uit 1623).
De concentratie van bevolking, economische activiteit en politieke macht in Mbanza Kongo versterkte de monarchie en maakte een centraal bestuur mogelijk. Oorlogskrijgsgevangenen werden tot slaaf gemaakt en geïntegreerd in de stedelijke samenleving, wat leidde tot een overschot aan arbeidskracht en voedselproductie. Tegelijk leverden de landelijke gebieden belastinggoederen die in de hoofdstad niet konden worden geproduceerd. Hierdoor ontstond een stedelijke adel die op zoek was naar hofposities en luxeproducten, wat op zijn beurt de economie aanwakkerde. Opzettelijk werd landelijke ontwikkeling afgeremd door het koninklijk beleid, om de dominante rol van de hoofdstad te behouden.
Deze strategische centralisatie maakte het mogelijk voor de koning om snel over middelen, soldaten en voedselvoorraden te beschikken. Daardoor werd zijn macht onovertroffen in vergelijking met andere elites binnen het rijk.

### Kerstening van Kongo

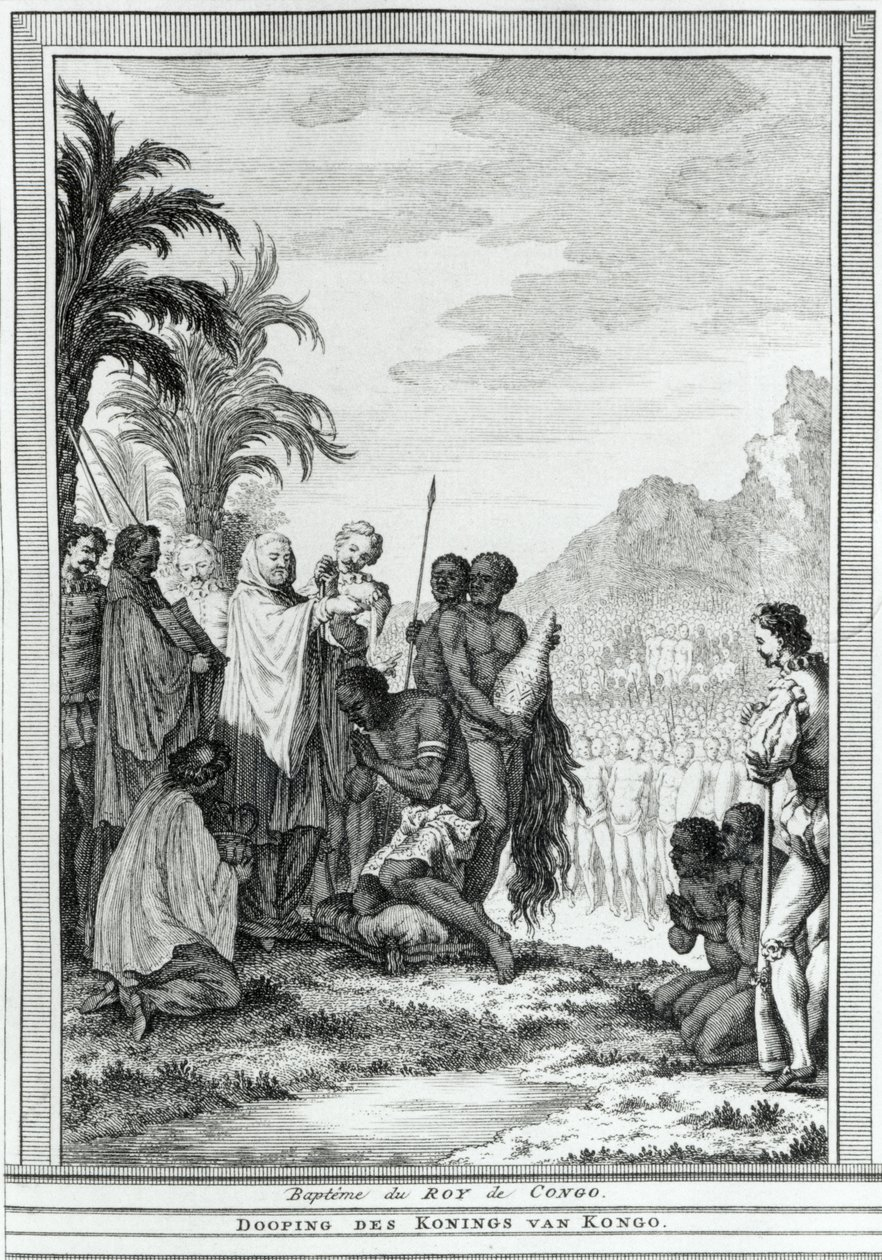
Gravure uit de 18e eeuw van de doop van Nzinga a Nkuwu.

In 1483 bereikte de Portugese ontdekkingsreiziger Diogo Cão de kust van het Koninkrijk Kongo. Hij liet enkele van zijn mannen achter in Kongo en nam op zijn terugreis een aantal Kongolese edelen mee naar Portugal. Toen hij in 1485 terugkeerde, bracht hij deze edelen weer mee naar huis. Het meenemen van lokale leiders of hun zonen — hetzij vrijwillig, hetzij onder dwang — was destijds een gebruikelijke strategie van Europese machten om contacten met nieuwe regio’s te versterken en politieke invloed op te bouwen.
De toenmalige koning van Kongo, Nzinga a Nkuwu, besloot zich tot het christendom te bekeren. Hij stuurde een grotere diplomatieke missie naar Portugal onder leiding van Kala ka Mfusu, een edelman die eerder als gijzelaar naar Europa was gestuurd. Deze groep verbleef bijna vier jaar in Europa, waar zij Katholieke leerden volgden en onderwijs kregen in lezen en schrijven.
In 1491 keerde de missie samen met Diogo Cão terug naar Kongo, vergezeld door katholieke priesters en Portugese soldaten. Nzinga a Nkuwu en zijn belangrijkste hovelingen, te beginnen met de heerser van de kustprovincie Soyo, werden gedoopt. De koning nam de christelijke naam João I aan, ter ere van de Portugese koning João II.
João I regeerde tot zijn dood rond 1509. Hij werd opgevolgd door zijn zoon Afonso Mvemba a Nzinga, die zijn macht moest veiligstellen tegen zijn halfbroer Mpanzu a Kitima. Volgens een brief die Afonso in 1506 aan de Portugese koning schreef, wist hij zijn rivaal te verslaan in een veldslag bij M'banza Kongo. De overwinning zou te danken zijn aan een hemelse verschijning van het kruis, Sint-Jacobus en de Maagd Maria. Geïnspireerd door deze gebeurtenis ontwierp Afonso een koninklijk wapenschild voor Kongo. Dit symbool werd tot 1860 gebruikt door zijn opvolgers op officiële documenten en koninklijke voorwerpen.
Terwijl João I later terugkeerde naar traditionele religieuze overtuigingen, vestigde Afonso I het Katholicisme als officiële staatsgodsdienst van het koninkrijk.

### Heerschapij van Alfonso I

Koninklijk standaard van Afonso I

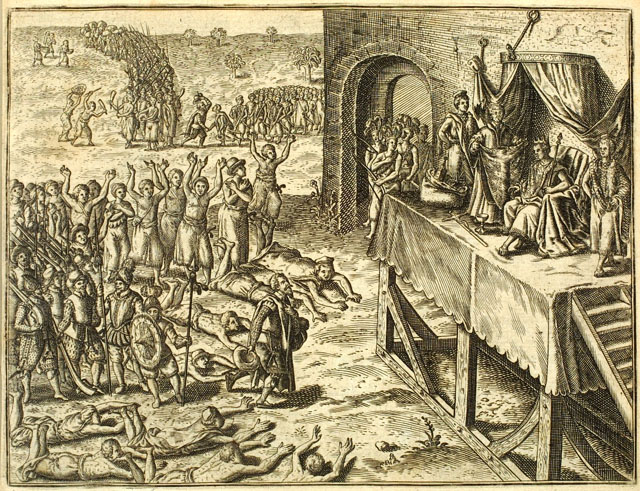
Portugezen op audiëntie bij de Mwene Kongo.

Bij zijn troonsbestijging in 1509 begon Afonso I met het opzetten van een levensvatbare versie van het Katholicisme in Kongo. Hij zorgde voor inkomsten door middel van koninklijke bezittingen en belastingen. Deze inkomsten werden gebruikt om salarissen voor de kerkmedewerkers te betalen. Met de hulp van Portugese adviseurs, zoals Rui d'Aguiar, de Portugese koninklijke kapelaan, ontwikkelde Afonso een syncretische versie van het Katholicisme. Deze versie zou een integraal onderdeel blijven van de cultuur in Kongo zolang het koninkrijk onafhankelijk was. Afonso zelf studeerde hard voor deze taak. Rui d'Aguiar zei ooit dat Afonso meer van de kerkelijke leer wist dan hijzelf.
Door een tekort aan gewijde geestelijken, was er een sterke rol voor de leken. Kongo's onderwijzers, vormden de kern van dit systeem. Ze werden gerekruteerd uit de adel en opgeleid in de scholen van het koninkrijk. Ze gaven Catechismus en verzorgden de diensten voor de groeiende christelijke bevolking van Kongo. Tegelijkertijd maakten ze de groei van syncretische vormen van Katholicisme mogelijk, waarin oude Afrikaanse Mythologieën werden gecombineerd met Katholieke. Sommige Europese geestelijken veroordeelden deze gemengde tradities, maar slaagden er niet in om ze uit te roeien.
Een deel van de oprichting van deze kerk was het creëren van een sterke priesterschap. Om dit te bereiken, werd Afonso's zoon Henrique I naar Europa gestuurd voor onderwijs. Henrique werd gewijd tot priester en werd in 1518 benoemd tot titulair Bisschop van Utica (een Noord-Afrikaanse diocese die recent van de Mohammedanen was heroverd). Hij keerde begin jaren 1520 terug naar Kongo om de nieuwe kerk van Kongo te leiden. Hij stierf in 1531.

#### Kongolese slavenhandel
Slavernij bestond sinds de oprichting van het koninkrijk Kongo, aangezien het koninkrijk tijdens zijn vroege oorlogen van expansie veel krijgsgevangenen had gemaakt. Kongo's traditie van het gedwongen overbrengen van mensen die in oorlogen gevangen waren genomen naar de koninklijke hoofdstad M'banza Kongo, was van groot belang voor de macht van de Kongolese koning. Het was hetzelfde mechanisme van slavernij en bevolkingsverplaatsing dat Kongo tot een efficiënte exporteur van slaven maakte. Kongolese wetten en culturele tradities beschermden vrijgeboren Kongolezen tegen slavernij, waardoor de meeste van de slaafgemaakte bevolking oorlogsgijzelaars waren.
Gevangen genomen criminelen konden ook tot slaaf worden gemaakt, maar werden aanvankelijk beschermd tegen verkoop buiten het koninkrijk. De export van vrouwelijke slaven was eveneens verboden. Vroege brieven van Afonso tonen aanwijzingen van interne slavenmarkten.
Naarmate de betrekkingen tussen Kongo en Portugal in de vroege 16e eeuw groeiden, nam ook de handel tussen de koninkrijken toe. De handel bestond voornamelijk uit palmdoek, koper en ivoor, met een toenemend aantal slaven. Hoewel het koninkrijk aanvankelijk slechts een klein aantal slaven exporteerde, werd Kongo na de oprichting van een succesvolle suikerplantagekolonie op het Portugese eiland São Tomé een belangrijke bron van slaven voor de handelaren en plantages op dat eiland.
De Cantino-atlas van 1502 noemde Kongo als een bron van slaven voor de São Tomé-kolonie, en stelde dat het aantal slaven daar nog klein was. Correspondentie van Afonso toont ook de koop en verkoop van slaven binnen het land, evenals zijn verslagen over het vangen van slaven in oorlogen, die werden gegeven en verkocht aan Portugese handelaren.
Afonso breidde het koninkrijk Kongo uit tot de jaren 1540, waarbij hij de grenzen naar het zuiden en oosten uitbreidde. De toename van de bevolking van Kongo, samen met zijn eerdere religieuze hervormingen, stelde Afonso in staat om de macht in zijn hoofdstad te centraliseren en de monarchie te versterken. Hij vestigde ook een koninklijk monopolie op sommige handelsgoederen. Om de groeiende slavenhandel te beheren, claimden Afonso en verschillende Portugese koningen een gezamenlijk monopolie op de externe slavenhandel.
Naarmate de slavenhandel echter groter werd, begon deze de koninklijke macht in Kongo langzaam uit te hollen. Portugese handelaren gevestigd op São Tomé begonnen het koninklijke monopolie op de slavenhandel te schenden door met andere Afrikaanse staten in de regio handel te drijven. Portugese handelaren begonnen ook goederen te ruilen met machtige Kongolese edelen, waardoor de monarchie belastinginkomsten misliep, terwijl Portugese priesters en handelaren in Kongo steeds actiever werden op politiek gebied. Nieuwe markten voor slaven, zoals Mpanzalumbu (een opstandige Kongolese provincie die Afonso in 1526 veroverde) en het Mbundu Koninkrijk Ndongo, schaadden ook het Kongolese monopolie op de slavenhandel.
In 1526 klaagde Afonso in een brief aan koning Johan III van Portugal over de schending van zijn kant van het monopolie door handelaren, en beweerde dat Portugese ambtenaren hen niet voldoende hadden gereguleerd. Hij dreigde de slavenhandel volledig stop te zetten. Afonso merkte op dat sommige gewetenloze edelen hun medekongolezen aan het ontvoeren waren om de slavenhandel te bevoorraden. Om de handel te hervormen, benadrukte Afonso de noodzaak om de Kongolese wet te volgen en geen vrijgeboren Kongolezen tot slaaf te maken. Daarnaast richtte hij een commissie op om de slavenhandel beter te reguleren en een speciale commissie om de legaliteit van de slavernij van degenen die werden verkocht te bepalen.
De koningen van Portugal besloten echter uiteindelijk dat de beste manier om om te gaan met de handel via de Kwanza naar Ndongo, was door hun eigen basis daar te vestigen. In 1560, als reactie op een verzoek uit Angola, stuurde de Portugese kroon Paulo Dias de Novais als ambassadeur naar Ndongo om de betrekkingen met het land te regelen. Ngola Kiluanji was echter niet geïnteresseerd in deze missie, aangezien deze alleen doop en diplomatieke betrekkingen aanbood, terwijl hij hoopte op militaire steun. In 1575 volgde Portugal met een veroveringsmissie, opnieuw onder leiding van Paulo Dias de Novais, deze keer om het land te veroveren en het monopolie op de slavenhandel te verkrijgen.

#### Koninklijke rivaliteiten
Koning Diogo I slaagde erin om zijn gevestigde concurrenten te vervangen of te slim af te zijn nadat hij in 1545 tot koning was gekroond. Hij werd geconfronteerd met een grote samenzwering, geleid door Pedro I, die zijn toevlucht had genomen in een kerk. Diogo respecteerde het kerkelijk asielrecht en stond Pedro toe om in de kerk te blijven. Diogo voerde echter wel een onderzoek uit naar het complot, waarvan de tekst in 1552 naar Portugal werd gestuurd. Dit document toont aan hoe de samenzweerders probeerden de koning omver te werpen door zijn aanhangers ertoe te bewegen hem te verlaten.

### Kwilu-dynastie

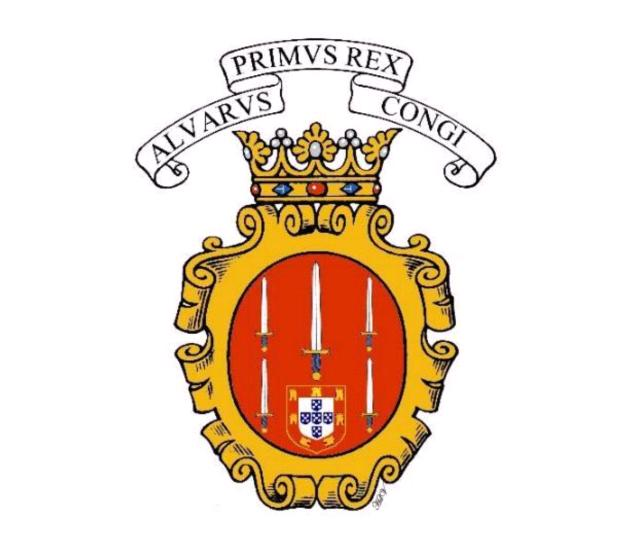
Wapen van het Huis Kwilu, uitgereikt aan Álvaro I door de Koning van Portugal.

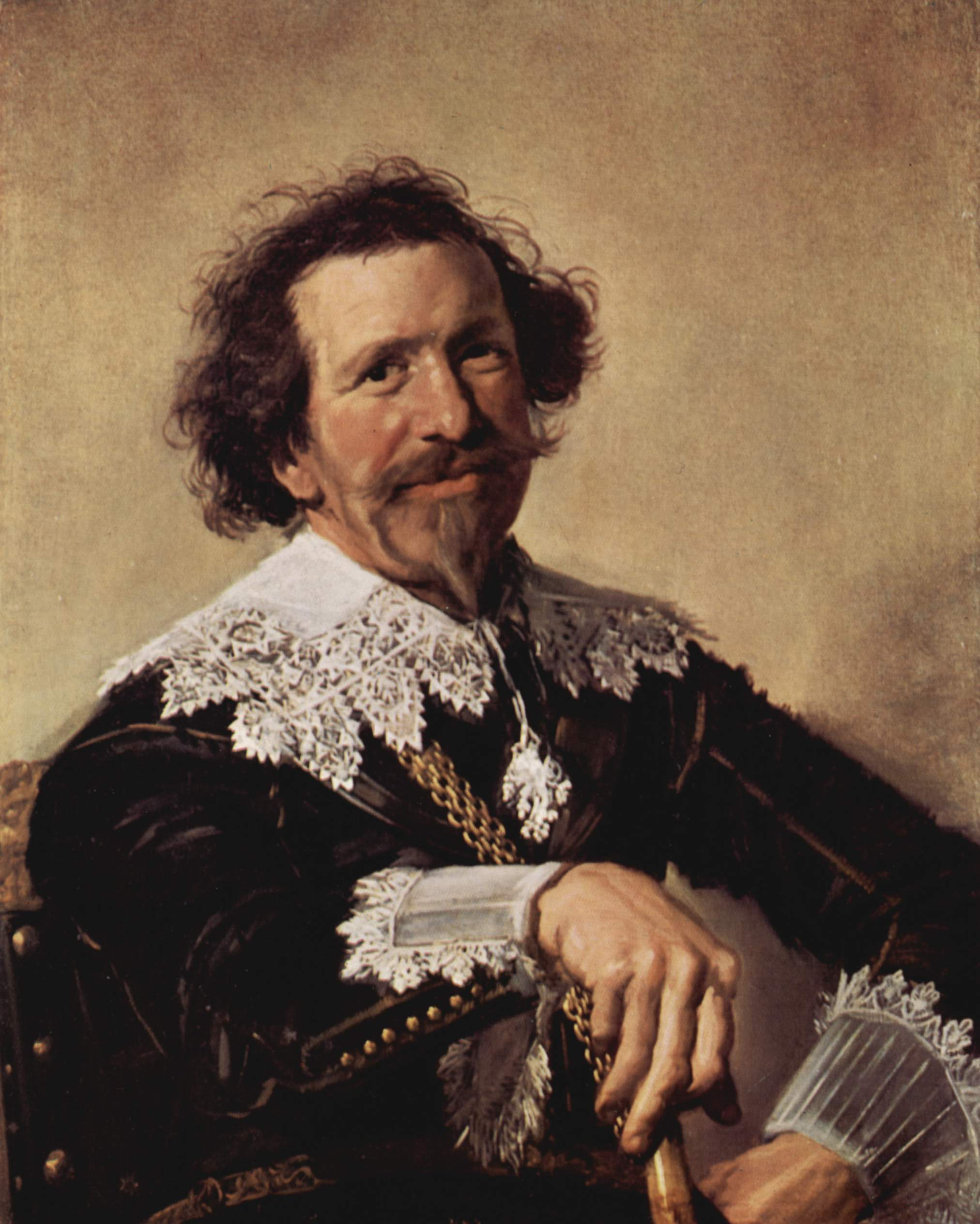
Pieter van den Broecke was een van de eerste Nederlanders die Kongo bezocht. Hij beschreef zijn reizen en observaties uitgebreid in zijn reisverslagen, die waardevolle historische bronnen zijn over het begin van de Nederlandse activiteiten in Centraal-Afrika.

Álvaro I was geen directe afstammeling van een vorige koning. Zijn greep naar de troon, die plaatsvond tijdens de crisis veroorzaakt door de Jaga-invasie van 1568, markeerde het begin van een nieuwe koninklijke dynastie.
Het bewind van Álvaro begon met oorlog tegen de Jagas, die waarschijnlijk externe indringers of rebellen uit het binnenland waren, zoals boeren of edelen van rivaliserende facties die zich verzetten tegen de ingrijpende veranderingen en instabiliteit die door de Europese handel en slavernij waren veroorzaakt. Terwijl de Jagas hem uit de hoofdstad verdreven en hij toevlucht zocht op een eiland aan de Kongorivier, deed Álvaro een oproep om hulp aan Portugal. Er werd een expeditie gestuurd onder leiding van Francisco de Gouveia Sottomaior, gouverneur van São Tomé. Als onderdeel van dit proces stemde Álvaro ermee in om de Portugezen toe te staan een kolonie te vestigen in Luanda, de bron van het nzimbu-schelpgeld dat door het koninkrijk werd gebruikt. Daarnaast steunde Kongo de Portugezen in hun oorlog tegen het Koninkrijk Ndongo in 1579. Ndongo lag landinwaarts, ten oosten van Luanda, en hoewel het al in de koninklijke titels van Kongo werd opgeëist vanaf 1535, stond het waarschijnlijk nooit onder een stevig Kongolees-bestuur.
Álvaro werkte ook hard om Kongo te verwesteren, geleidelijk Europese titelstructuren in te voeren voor zijn edelen. Zo werd de Mwene Nsundi de Hertog van Nsundi, de Mwene Mbamba de hertog van Mbamba, de Mwene Mpemba de Markies van Mpemba en de Mwene Soyo de Graaf van Soyo. In 1607 schonken hij en zijn zoon Álvaro II Nimi a Nkanga (gekroond in 1587) ridderorden, de Orde van Christus. De hoofdstad werd ook hernoemd naar São Salvador, oftewel "Heilige Redder" in het Portugees. In 1596 wisten Álvaro's gezanten in Rome de paus ervan te overtuigen om São Salvador te erkennen als de kathedraal van een nieuw bisdom, dat Kongo en het Portugese territorium in Angola zou omvatten. Echter, de koning van Portugal verkreeg het recht om de bisschoppen voor dit bisdom aan te stellen, wat leidde tot spanningen tussen de twee landen.
De Portugese bisschoppen in het koninkrijk waren vaak gunstig voor Portugese belangen, in een tijd waarin de betrekkingen tussen Kongo en Angola gespannen waren. Ze weigerden priesters aan te stellen, waardoor Kongo steeds meer afhankelijk werd van leken. Documenten uit die tijd tonen aan dat lekenonderwijzers salarissen ontvingen en door de kroon werden aangesteld. Soms hielden de Kongolese koningen inkomsten en diensten in voor de bisschoppen en hun aanhangers, een tactiek die "landexcommunicatie" werd genoemd. Het beheersen van de inkomsten was cruciaal voor de koningen van Kongo, aangezien zelfs jezuïeten-missies hun salarissen uit de koninklijke kas ontvingen.
Tegelijkertijd met dit kerkelijke probleem begonnen de gouverneurs van Angola hun campagnes uit te breiden naar gebieden die Kongo als stevig onder zijn soevereiniteit beschouwde. Dit omvatte het gebied rond Nambu a Ngongo, dat gouverneur João Furtado in de jaren 1590 aanviel. Andere campagnes in de regio leidden tot aanklachten van de heersers van Kongo tegen deze schendingen van hun soevereiniteit.

#### Factionalisme
Álvaro I en zijn opvolger, Álvaro II, werden ook geconfronteerd met problemen van factie-rivalen uit families die waren verdrongen uit de opvolging. Om steun te krijgen tegen sommige vijanden, moesten ze concessies doen aan anderen. Een van de belangrijkste concessies was het toestaan dat Manuel, de Graaf van Soyo, voor vele jaren een belangrijke functie bekleedde. In dezelfde periode deed Álvaro II een soortgelijke concessie aan António da Silva, de Hertog van Mbamba. António da Silva was sterk genoeg om de opvolging van het koninkrijk te bepalen, door in 1614 Bernardo II te kiezen, maar hem opzij te zetten ten gunste van Álvaro III in 1615. Het was pas met moeite dat Álvaro III zijn eigen keuze als Hertog van Mbamba kon installeren toen António da Silva in 1620 stierf, in plaats van dat de provincie in handen van de zoon van de hertog viel. Tegelijkertijd creëerde Álvaro III een andere krachtige en semi-onafhankelijke edelman in Manuel Jordão, die Nsundi voor hem bestuurde.

Wapen van het Huis Nsundi

### Nsundi-dynastie
De spanningen tussen Portugal en Kongo liepen verder op toen de gouverneurs van Portugees Angola zich agressiever begonnen te gedragen. Luis Mendes de Vasconcelos, die in 1617 arriveerde als gouverneur, gebruikte Afrikaanse huurlingengroepen, de Imbangala, om een verwoestende oorlog te voeren tegen Ndongo. Daarna plunderde hij ook enkele zuidelijke provincies van Kongo. Hij had bijzondere interesse in de provincie Kasanze, een moerassig gebied net ten noorden van Luanda. Veel slaven die via Luanda werden gedeporteerd, vluchtten naar deze regio en kregen daar vaak onderdak. Om dat te stoppen, vond Mendes de Vasconcelos dat er krachtig moest worden ingegrepen.
De volgende gouverneur van Angola, João Correia de Sousa, zette de Imbangala in voor een grootschalige invasie van het zuiden van Kongo in 1622, kort na de dood van koning Álvaro III. Correia de Sousa beweerde dat hij het recht had om de koning van Kongo te kiezen. Hij was bovendien boos dat de Kongolese kiesmannen Pedro II hadden gekozen, een voormalige hertog van Mbamba. Pedro II kwam oorspronkelijk uit het hertogdom Nsundi, wat leidde tot de naam van zijn koninklijke dynastie: het Huis Nsundi. Correia de Sousa beweerde ook dat Pedro II tijdens zijn bestuur over Mbamba gevluchte Angolese slaven had beschermd.

#### Eerste Portugese Oorlog
De Eerste Portugese Oorlog begon in 1622. De directe aanleiding was een harde Portugese campagne tegen het Koninkrijk Kasanze. Daarna trok het Portugese leger naar Nambu a Ngongo. De heerser daar, Pedro Afonso, werd ervan beschuldigd gevluchte slaven onderdak te bieden. Hoewel hij, tegenover een leger van meer dan 20.000 man, ermee instemde enkele vluchtelingen terug te geven, viel het leger zijn gebied toch aan en doodde hem.
Na deze overwinning trok het Portugese leger in november verder naar Mbamba. Daar behaalden ze een overwinning in de Slag bij Mbumbi. Ze stuitten op een haastig samengestelde lokale strijdmacht onder leiding van de nieuwe hertog van Mbamba, versterkt door troepen uit Mpemba onder aanvoering van de markies. Beide leiders sneuvelden.

##### Slag bij Mbanda Kasi
Koning Pedro II, die pas net was gekroond, trok met het hoofdmacht van het Kongolese leger, waaronder troepen uit Soyo, naar Mbamba. In januari 1623 versloeg hij de Portugezen definitief in een veldslag bij Mbanda Kasi en verdreef hen uit het land. Portugese bewoners in Kongo, bezorgd over de gevolgen van de invasie voor hun handel, schreven een scherpe brief naar gouverneur João Correia de Sousa waarin ze de aanval veroordeelden.
Na zijn overwinning verklaarde Pedro II Angola tot vijand van het koninkrijk. Hij schreef brieven aan de koning van Spanje en aan de paus waarin hij Correia de Sousa heftig bekritiseerde. Intussen braken overal in Kongo anti-Portugese rellen uit. De lang gevestigde Portugese handelsgemeenschap werd bedreigd. Veel Portugezen werden ontwapend en zelfs gedwongen hun kleren af te staan.
Pedro wilde de Portugese kooplieden niet van zich vervreemden. Hij wist dat ze tijdens de oorlog grotendeels loyaal waren gebleven. Daarom probeerde hij hun levens en bezit zoveel mogelijk te beschermen. Sommige critici noemden hem spottend de “koning van de Portugezen”.

Door de nederlaag van Correia de Sousa kwam er ook onrust in Luanda. De Portugese handelsgemeenschap kwam in opstand tegen de gouverneur. Met steun van de Jezuïeten, die net hun missie hadden hervat, dwongen zij hem tot aftreden. Correia de Sousa vluchtte het land uit. De tijdelijke regering, onder leiding van de bisschop van Angola, zocht verzoening met Kongo. Meer dan duizend slaven, vooral lage edelen die bij Mbumbi waren gevangengenomen, werden teruggegeven.

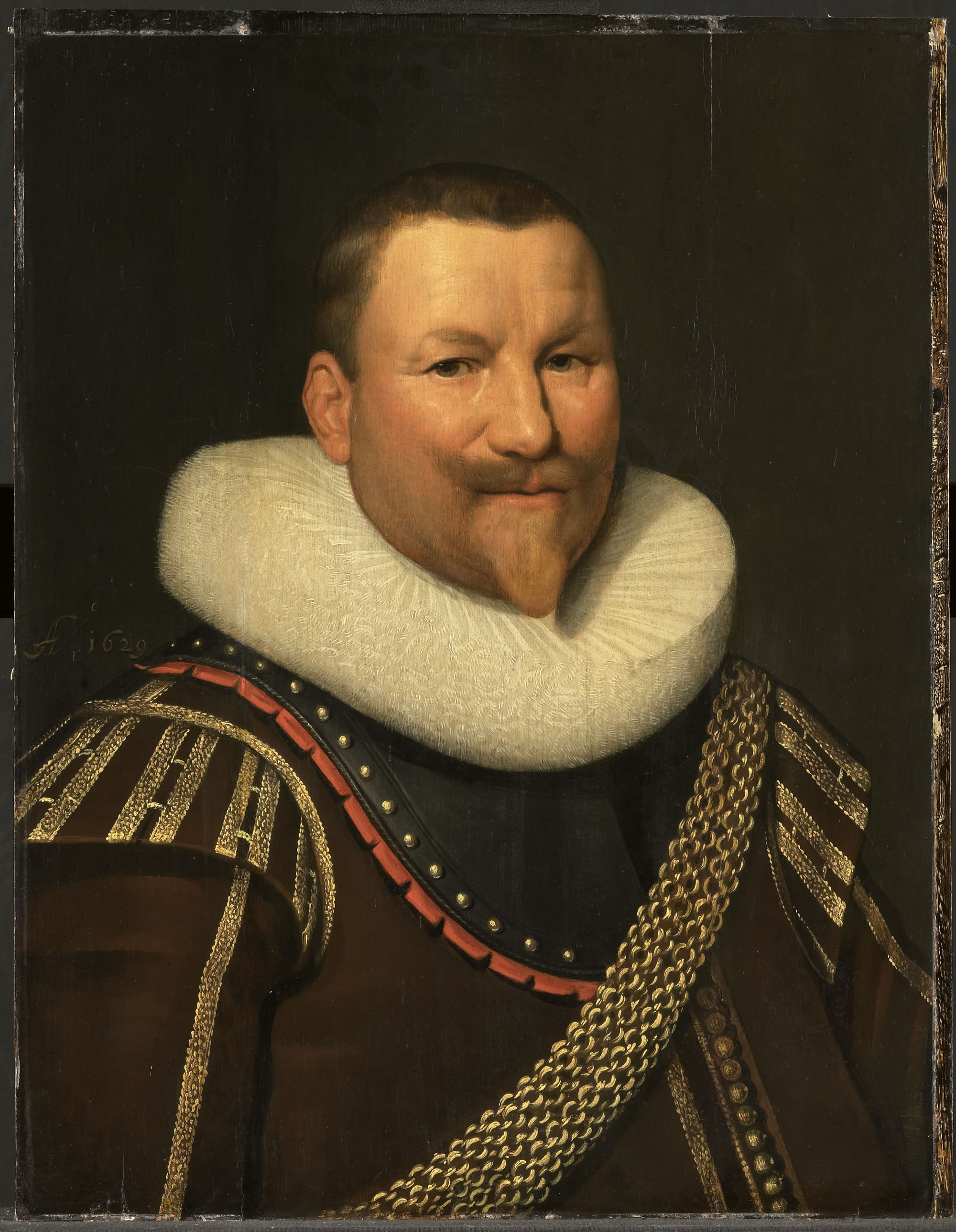
Op 5 augustus 1624 vertrok Piet Hein met zeven schepen uit São Salvador da Bahia, om Luanda in Angola van de Portugezen te veroveren.

##### Nederlandse vloot
Ondanks deze toenaderingen vergat Pedro II de Portugese invasie niet. Hij maakte plannen om de Portugezen definitief uit de regio te verdrijven. Hij stuurde een brief naar de Staten-Generaal van de Republiek der Nederlanden en stelde een gezamenlijke militaire aanval op Angola voor, met een Kongolees leger en een Nederlandse vloot. In ruil zou hij hen betalen met goud, zilver en ivoor.
In 1624 arriveerde er inderdaad een Nederlandse vloot onder admiraal Piet Hein bij Luanda. Het plan ging echter niet door: Pedro II was inmiddels overleden. Zijn zoon, Garcia Mvemba a Nkanga, werd tot koning gekozen. Koning Garcia I stond milder tegenover de Portugezen. Door hun verzoeningspogingen liet hij zich overtuigen. Hij weigerde de aanval op Angola voort te zetten. Volgens hem kon hij als Katholiek geen bondgenootschap sluiten met protestanten om een katholieke stad aan te vallen.

### Factiestrijd en terugkeer van het huis Kwilu
Aan het einde van het eerste kwart van de 17e eeuw laaide de politieke strijd in het koninkrijk Kongo opnieuw op. Centraal in het conflict stonden twee adellijke huizen die vochten om de koningsmacht. Aan de ene kant stond het huis Kwilu, waaruit de meeste koningen met de naam Álvaro voortkwamen. Zij werden echter verdreven door het concurrerende huis Nsundi, toen Pedro II op de troon werd geplaatst door machtige lokale krachten in São Salvador.
Als heersende macht probeerde het huis Nsundi ijverig om medestanders op invloedrijke posities te plaatsen binnen het rijk. Pedro II of Garcia I wist graaf Paulo aan te stellen in Soyo, die het gebied in handen hield en het huis Nsundi steunde van ongeveer 1625 tot 1641. Tegelijkertijd slaagde Manuel Jordão, een aanhanger van het Huis Kwilu, erin om Garcia I te verdrijven en Ambrósio I, eveneens uit het Huis Kwilu, op de troon te plaatsen.
Koning Ambrósio slaagde er niet in om Paulo uit Soyo te verwijderen, al wist hij uiteindelijk Jordão wel uit zijn functie te zetten. Zijn regeerperiode werd gekenmerkt door geruchten over oorlogsmobilisaties en andere onrust, en eindigde in een grote opstand in de hoofdstad waarbij de koning door een woedende menigte werd gedood. Ambrósio werd vervolgens opgevolgd door Álvaro IV, die werd aangesteld door de hertog van Mbamba, Daniel da Silva. Koning Álvaro IV was op dat moment pas elf jaar oud en makkelijk te manipuleren.

In 1632 trok Daniel da Silva op naar de hoofdstad om, naar eigen zeggen, "zijn neef te redden van zijn vijanden". De jonge koning stond toen onder de bescherming van graaf Paulo van Soyo, Álvaro Nimi a Lukeni a Nzenze a Ntumba en diens broer Garcia II Nkanga a Lukeni. Na een dramatische veldslag in Soyo werd de jonge koning met succes hersteld, maar hij werd later vergiftigd door Álvaro V, een lid van de Kimpanzu-factie.

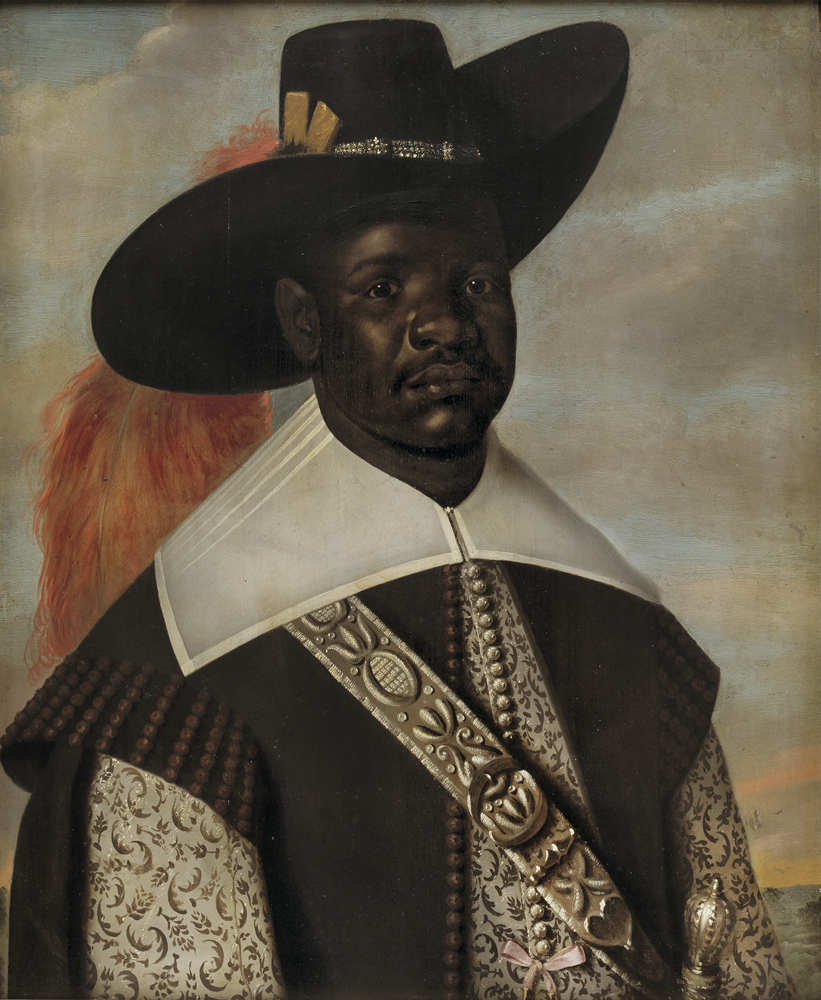
Dom Miguel de Castro was in de jaren 1640 ambassadeur van het Koninkrijk Kongo in Nederland.

### Kinlaza-dynastie
In 1636, na een tweede oorlog tegen zijn neven Nimi a Lukeni en Nkanga a Lukeni, werd koning Álvaro V afgezet, en nam Alvaro VI de troon over, waarmee het huis Kinlaza aan de macht kwam in Kongo. Alvaro VI ging in 1641 dood, en zijn broer, Garcia II, werd gekroond. Het Huis Kinlaza verstevigde zijn grip door de voormalige Nsundi-Kanda te fuseren met hun rivalen van de Kwilu-Kanda, wat leidde tot de Kimpanzu-Kanda, gelinkt aan de dode Alvaro V.
Garcia II erfde een koninkrijk vol ellende. Zijn vijand, Daniel da Silva, waarschijnlijk gesteund door een gelijknamige kerel die sneuvelde terwijl hij Alvaro IV verdedigde, greep de macht in de provincie Soyo en gebruikte die als basis om Garcia II constant te treiteren, waardoor die nooit volledige controle kreeg. Ook was er een opstand in de Dembos-regio die zijn gezag ondermijnde. Ten slotte was er de verplichting uit een overeenkomst van Pedro II in 1622, waarin Kongo beloofde Nederland te steunen in een offensief om het Portugal uit Luanda te verdrijven.

#### Nederlandse invasie van Luanda

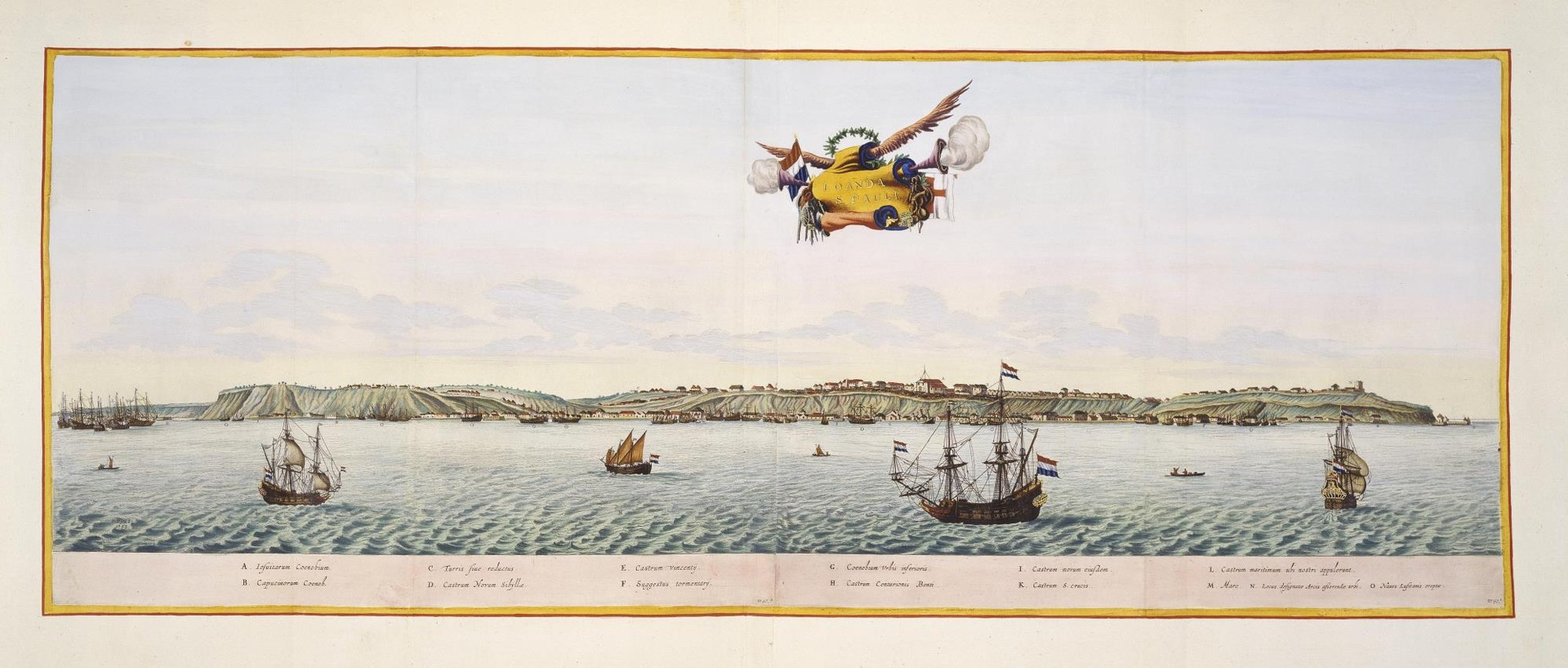
Verovering van Luanda door Cornelis Jol in 1641

In 1641 vielen Nederlandse troepen Angola binnen en veroverden Luanda met minimale weerstand. Zij probeerden onmiddellijk hun bondgenootschap met Kongo, dat in 1624 geen doorgang vond toen Garcia I weigerde een Nederlandse aanval op Luanda te steunen, te hernieuwen. Ondanks gespannen betrekkingen tussen Kongo’s hoofdstad Sao Salvador en Luanda, veroorzaakt door interne conflicten in Kongo en de Portugese oorlog tegen het Koninkrijk Matamba, sloten Kongo en Nederland in 1641 een formele alliantie. Garcia II verdreef vrijwel alle Portugese en Luso-Afrikaanse handelaren uit zijn rijk, verklaarde de Portugese kolonie Angola tot vijand en zond de hertog van Mbamba met een leger om de Nederlanders te ondersteunen. In ruil leverde Nederlanders militaire bijstand, die werd betaald met slaven.

#### Tweede Portugese oorlog
In 1642 ondersteunden Nederlandse troepen Garcia II bij het neerslaan van de Nsala-opstand in de Dembos-regio, wat de Kongo-Nederlandse alliantie versterkte. Garcia II compenseerde Nederland met slaven uit de gelederen van de verslagen rebellen, die via de West-Indische Compagnie naar Nederlands Brazilië werden gezonden. In 1643 voerden Kongo en Nederland een gezamenlijke aanval uit op Portugese posities langs de Bengorivier, als reactie op Portugese provocaties. Zij veroverden deze posities en dwongen de Portugezen zich terug te trekken naar Nederlandse forten bij Muxima en Masangano aan de Kwanzarivier. De Nederlandse belangstelling voor een volledige verovering van Angola nam echter af; zij gaven de voorkeur aan het beheersen van de maritieme handel om winst te genereren. Tot ongenoegen van Garcia II sloten Nederland en Portugal in 1643 het Vredesverdrag van de Haag, waarmee de korte, doch succesvolle oorlog werd beëindigd. Met de Portugese dreiging geneutraliseerd en de Nederlandse militaire ambities getemperd, kon Garcia II zijn aandacht richten op de toenemende bedreiging van de graaf van Soyo.

#### Oorlog met Soyo
De graven van Soyo waren oorspronkelijk bondgenoten van het huis Nsundi en later van het huis Kinlaza, dat onder Garcia II aan de macht was. Graaf Paulo had de opkomst van de Kinlaza gesteund, maar na zijn dood rond 1641 werd Soyo overgenomen door Daniel da Silva, een aanhanger van de rivaliserende Kimpanzu-Kanda en lid van het Huis Kwilu. Da Silva claimde dat Soyo het recht had om zelfstandig zijn heerser te kiezen, een standpunt dat Garcia II verwierp, aangezien de heerser van Soyo een van de hoogste posities in het koninkrijk bekleedde.
In 1645 stuurde Garcia II een leger onder leiding van zijn zoon Afonso om Da Silva te onderwerpen. De campagne mislukte doordat Kongo de versterkte positie van Soyo bij Mfinda Ngula niet kon innemen. Tijdens de strijd werd Afonso gevangengenomen, waardoor Garcia gedwongen werd tot onderhandelingen met Da Silva om zijn zoon vrij te krijgen. Italiaanse kapucijner missionarissen, die kort na de slag in Soyo arriveerden, bemiddelden in deze besprekingen. In 1646 ondernam Garcia een tweede militaire expeditie tegen Soyo, maar ook deze werd afgeslagen. Zijn focus op het onderwerpen van Soyo beperkte zijn mogelijkheden om de Nederlanders te ondersteunen in hun conflict met Portugal.

#### Derde Portugese Oorlog

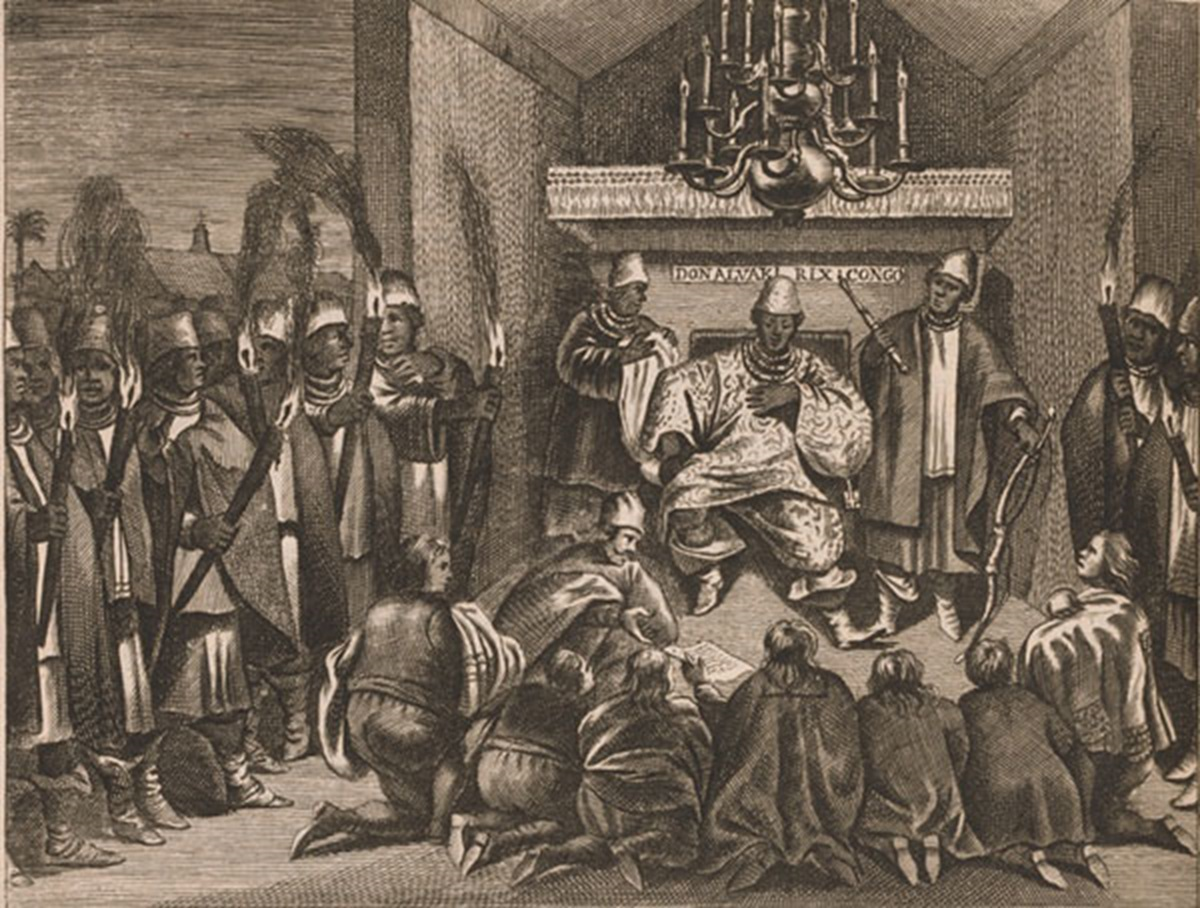
Nederlandse gezanten knielen voor koning Garcia II van Kongo (Olfert Dapper, Naukeurige Beschrijvinge, 1668)

Na de vrede van 1643 tussen Nederland en Portugal intensiveerden de Portugezen hun militaire acties tegen koningin Njinga van Matamba. In 1646 versloegen zij haar in de Slag bij Kavanga, wat de Nederlanders noopte tot een agressievere houding. Njinga overtuigde Garcia II om troepen te leveren voor een gezamenlijke aanval op de Portugezen. In 1647 namen Kongolese strijdkrachten deel aan de Slag bij Kombi, waar zij het Portugese veldleger versloegen door het in een defensieve positie te dwingen. Hierna belegerden Njinga’s troepen de Portugese posities in het binnenland van Angola.
In 1648 arriveerden Portugese versterkingen uit Brazilië, die Nederland dwongen Luanda over te geven en zich uit Angola terug te trekken. De nieuwe Portugese gouverneur, Salvador de Sá, opende onderhandelingen met Kongo en eiste controle over het eiland Luanda, de bron van Kongo’s nzimbu-schelpen, die als valuta dienden. Hoewel het voorgestelde verdrag uit 1649 niet werd geratificeerd door Kongo of de Portugese kolonie Angola, verkregen de Portugezen feitelijke controle over het eiland. De oorlog leidde tot het verlies van Nederlandse aanspraken in Centraal-Afrika, de terugtocht van Njinga naar Matamba en de herstelling van de Portugese positie aan de Angolese kust. Kongo behaalde geen territoriale winst, maar Garcia II betaalde een schadeloosstelling om de vijandelijkheden met de Portugezen te beëindigen.

#### Slag bij Mbwila

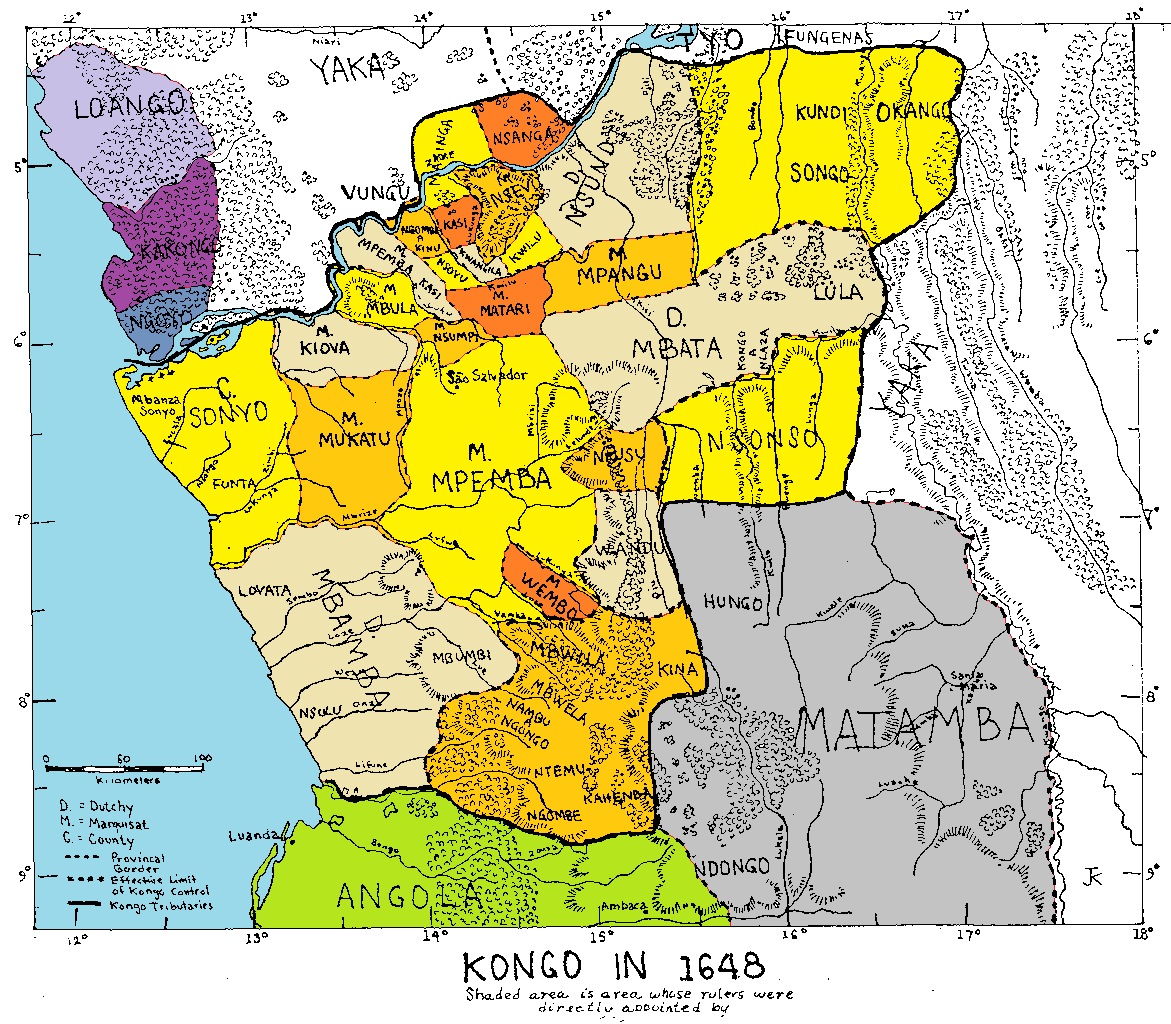
Kongo in 1648

Na de Portugese herovering van Luanda in 1648 begon Portugal aanspraak te maken op de zuidelijke vazallen van het Koninkrijk Kongo, met name het gebied Mbwila. Mbwila, een nominale vazal van Kongo, had in 1619 ook een vazalverdrag met Portugal gesloten en handhaafde in de daaropvolgende periode een gedeelde loyaliteit tussen de Portugees Angola en Kongo. Ondanks herhaalde Portugese aanvallen slaagde Portugal er niet in Mbwila volledig onder zijn gezag te brengen.
Onder koning António I, die in 1661 de troon besteeg, zocht Kongo toenadering tot Spanje. Hoewel de precieze diplomatieke contacten met Spanje onduidelijk zijn, vreesden de Portugezen dat António I een herhaling van de Nederlandse invasie van 1641 nastreefde, ditmaal met Spaanse steun. António stuurde gezanten naar de Dembos-regio, Matamba en Mbwila om een nieuwe anti-Portugese alliantie te vormen. Daarnaast irriteerde Kongo’s opvang van gevluchte slaven, die in de jaren 1650 massaal naar Zuid-Kongo trokken, de Portugezen. Tegelijkertijd probeerden de Portugezen hun eigen aanspraken op Mbwila, dat zij als vazal claimden, te versterken.
In 1665 vielen zowel Kongo als Portugal Mbwila binnen. Hun rivaliserende legers ontmoetten elkaar bij Ulanga, in de vallei onder Mbanza Mbwila, de hoofdstad van het gebied. Tijdens de Slag bij Mbwila op 29 oktober 1665 behaalden de Portugese troepen uit Angola hun eerste overwinning op Kongo sinds 1622. Ze versloegen de strijdkrachten van António I, waarbij de koning, veel van zijn hovelingen en de Luso-Afrikaanse kapucijner priester Manuel Roboredo (ook bekend als Francisco de São Salvador) werden gedood. Roboredo had tevergeefs geprobeerd deze oorlog te voorkomen. De slag markeerde een zware nederlaag voor Kongo en leidde tot een tijdelijke versterking van de Portugese invloed in de regio.

## Kongolese Burgeroorlog
In de nasleep van de Slag bij Mbwila ontstond er een vacuüm in het koninklijke gezag, aangezien er geen eenduidige opvolging werd vastgesteld. Het koninkrijk Kongo werd vervolgens opgedeeld tussen rivaliserende pretendenten, behorend tot twee dynastieke Kanda's: de Kimpanzu en de Huis Kinlaza. Deze facties verstevigden hun machtsposities en verdeelden het territorium onderling. Troonpretendenten slaagden er tijdelijk in de macht te grijpen, maar werden veelal snel weer verdreven. Deze periode werd gekenmerkt door een intensivering van de trans-Atlantische slavenhandel, waarbij grote aantallen Kongolezen als slaaf werden verkocht, een aanzienlijke verzwakking van het centrale koninklijke gezag en een gelijktijdige versterking van de macht van het graafschap Soyo.

### Slag bij Kitombo
Tijdens deze periode van interne desintegratie raakte het koninklijk gezag in Kongo steeds meer onder invloed van Soyo. In een poging om het tij te keren, deed het centrale bestuur een beroep op de Portugese autoriteiten in Luanda om Soyo militair aan te vallen, in ruil voor territoriale en economische concessies. De Portugese expeditie die in 1670 het gebied van Soyo binnentrok, boekte echter geen succes. Net als eerder koning Garcia II, leden ook de Portugezen een nederlaag tijdens de Slag bij Kitombo op 18 oktober 1670. Ondanks de aanhoudende interne conflicten behield het Koninkrijk Kongo zijn formele onafhankelijkheid. De nederlaag van Portugal bij Kitombo was dermate beslissend dat het tot het einde van de 19e eeuw geen serieuze pogingen meer ondernam om invloed uit te oefenen op het Kongolese grondgebied.
De escalerende conflicten tussen de Kimpanzu en Kinlaza Kanda's leidden tot een langdurige burgeroorlog die het koninkrijk in een staat van anarchie bracht zoals men die in eeuwen niet had gekend. De rivaliteit culmineerde in de verwoesting van de hoofdstad São Salvador in 1678. Het stedelijk centrum en het omliggende hinterland rond Mbanza Kongo raakten grotendeels ontvolkt, waarbij de bevolking zich terugtrok in moeilijk toegankelijke bergforten van de concurrerende koningshuizen. Belangrijke bolwerken in deze periode waren onder meer de Berg Kibangu ten oosten van de voormalige hoofdstad, het fort van Águas Rosada, een dynastieke tak gevormd in de jaren 1680 uit zowel Kimpanzu als Kinlaza afkomst, het gebied Mbula of Lemba, waar de Kinlaza-pretendent Pedro III de macht uitoefende, alsook Lovota, een district in het zuiden van Soyo, dat diende als toevluchtsoord voor de Kimpanzu-Kanda onder leiding van Dona Suzanna de Nóbrega. Voorts vestigde Dona Ana Afonso de Leão een eigen machtscentrum aan de Mbidizirivier bij Nkondo, van waaruit zij haar jongere verwanten begeleidde bij pogingen tot herstel van het koninkrijk, terwijl zij tevens bemiddelingspogingen ondernam tussen de rivaliserende fracties.
Tegelijkertijd leidde de aanhoudende gewapende strijd tot de grootschalige gedwongen migratie van de bevolking. Tienduizenden mensen, die ofwel op de vlucht waren voor het geweld of gevangengenomen werden tijdens de conflicten, werden jaarlijks verkocht aan Europese slavenhandelaars. Eén migratiestroom bewoog zich noordwaarts richting Loango, waar de lokale Vili-handelaren (in die tijd aangeduid als Mubires) hen verkochten aan Europese kooplieden met bestemming Noord-Amerika en het Caribisch gebied. Een andere stroom trok zuidwaarts naar Luanda, waar zij in handen vielen van Portugese handelaars die hen verscheepten naar Brazilië. Tegen het einde van de 17e eeuw hadden de langdurige conflicten, gecombineerd met de interventies van de inmiddels autonoom opererende graven van Soyo, die zichzelf inmiddels de titel van ‘Grootprins’ hadden toegeëigend, een definitief einde gemaakt aan de gouden eeuw van het Koninkrijk Kongo.

### Fragmentatie
Tegen het einde van de 17e eeuw werden verschillende gebieden die ooit tot het koninkrijk Kongo behoorden, de facto onafhankelijk. Dit gold onder meer voor regio’s zoals Nsonso.

### 18e en 19e eeuw

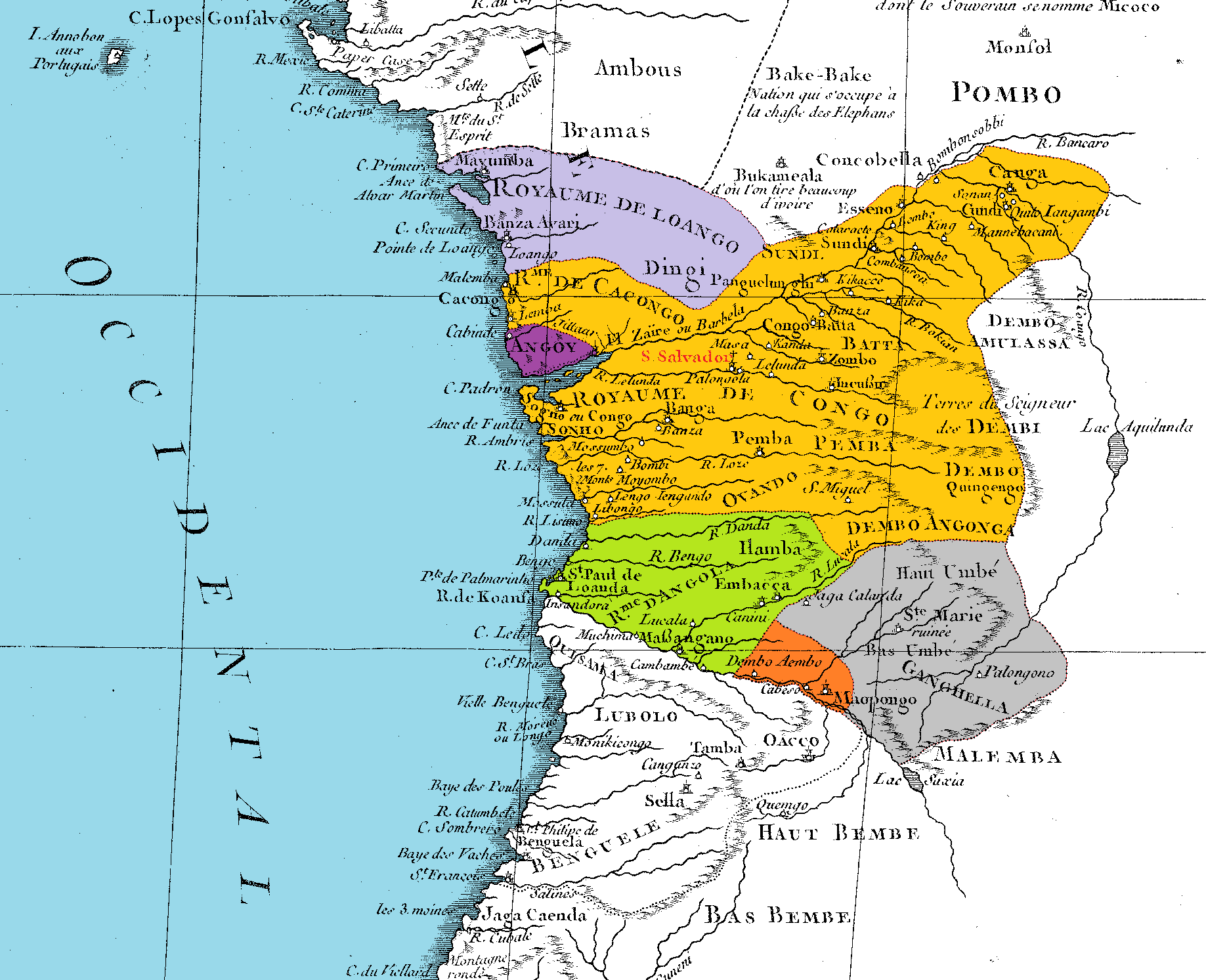
Kongo in 1770.

Manuel II van Kongo volgde in 1718 Pedro IV op. Hij regeerde over een hersteld maar onrustig koninkrijk tot zijn dood in 1743. De status van Soyo als provincie binnen het rijk was in de praktijk slechts nominaal, wat Manuels macht aanzienlijk beperkte. Ook Nsundi, gelegen in het noorden, functioneerde feitelijk onafhankelijk, hoewel het zich nog steeds als onderdeel van het grotere rijk profileerde en permanent bestuurd werd door een familie uit het Huis Kimpanzu. Zelfs binnen de overgebleven delen van het koninkrijk bleven gewelddadige rivaliteiten bestaan. In de jaren 1730 vond minstens één grootschalige oorlog plaats in de provincie Mbamba.
Pedro IV had geëist dat zijn opvolger lid moest zijn van een tak uit de Kinlaza-Kanda die gevestigd was in Matadi en die hem in 1716 trouw had gezworen. Garcia IV Nkanga a Mvandu, die regeerde van 1743 tot 1752, voldeed aan deze voorwaarde. Andere Kinlaza-takken hadden zich echter ontwikkeld in het noorden, in Lemba en Matari, alsook in het zuiden langs de rivier de Mbidizi, in gebieden die eerder onder het bestuur van Dona Ana Afonso de Leão vielen. Deze gebieden werden later aangeduid als de "Landen van de Koningin".
Het systeem van afwisselende troonsopvolging stortte in 1764 in toen Álvaro XI, behorend tot de Kinlaza-Kanda, de troon greep door de usurperende Kimpanzu-koning Pedro V (de eerste die deze naam droeg) te verdrijven. Pedro en zijn opvolger in Luvata bleven een eigen hofhouding onderhouden in Sembo en erkenden de troonsbestijging van Álvaro XI niet. In het begin van de jaren 1780 claimde een regent van Pedro’s opvolger het koningschap en ging de strijd aan met José I, een Kinlaza uit de Mbidizi-vallei. José behaalde de overwinning in een grootschalige veldslag bij São Salvador in 1781, waarbij alleen al aan zijn zijde 30.000 soldaten deelnamen. Uit minachting weigerde José de gevallen soldaten van de andere factie een Katholieke begrafenis te geven. Zijn macht bleef echter beperkt: hij had geen controle over de gebieden van de Kinlaza-Kanda van Lemba en Matari, ondanks de gedeelde afkomst, en hij breidde zijn gezag ook niet uit over de Kimpanzu-gebieden rond Luvota. Bovendien werd het gebied rond de berg Kibangu, het oorspronkelijke machtscentrum van Pedro IV, al het gehele achttiende-eeuwse bestuurd door leden van de Água Rosada-Kanda, die afstamden van zowel Kimpanzu als Kinlaza.
José regeerde tot 1785 en droeg vervolgens de macht over aan zijn broer Afonso V (1785–1787). De korte regeerperiode van Afonso eindigde abrupt door een plotselinge dood, naar verluidt als gevolg van vergiftiging. Hierop brak een periode van verwarring en machtsstrijd uit. In 1794 kwam de troon in handen van Henrique II, een man van onduidelijke factieafkomst, die een regeling trof waarbij drie partijen de troonsopvolging onderling zouden verdelen. Deze regeling werd echter verworpen door Garcia V, die zich in 1805 tot koning uitriep en regeerde tot 1830.
Zijn opvolger, André II, leek het eerdere systeem van rotatie in ere te herstellen. Hij behoorde tot de noordelijke tak van de Kinlaza, waarvan het machtscentrum zich had verplaatst van Matadi naar Manga. André regeerde tot 1842, toen hij werd afgezet door Henrique III, afkomstig uit de zuidelijke tak van dezelfde dynastie. Henrique III bouwde zijn macht op een manier die kenmerkend was voor andere ondernemende edelen: door dorpen te stichten, bevolkt met slaven of loyale volgelingen, en daaruit politieke en militaire macht te putten.
André aanvaardde zijn afzetting niet en trok zich met zijn aanhangers terug in Mbanza Mputo, een dorp net buiten São Salvador, waar hij en zijn nakomelingen hun aanspraken op de troon bleven handhaven. Koning Henrique III regeerde Kongo van 1842 tot zijn dood in 1857. Zijn broer, Aleixo de Água Rosada, gaf in 1841 bevel aan de Dembo-chef Nambwa Ngôngo om een nieuwe Portugese belasting niet te betalen. Zijn arrestatie en gevangenneming door de Portugezen vond kort daarna plaats.

### Nieuwe Kongolese Adel

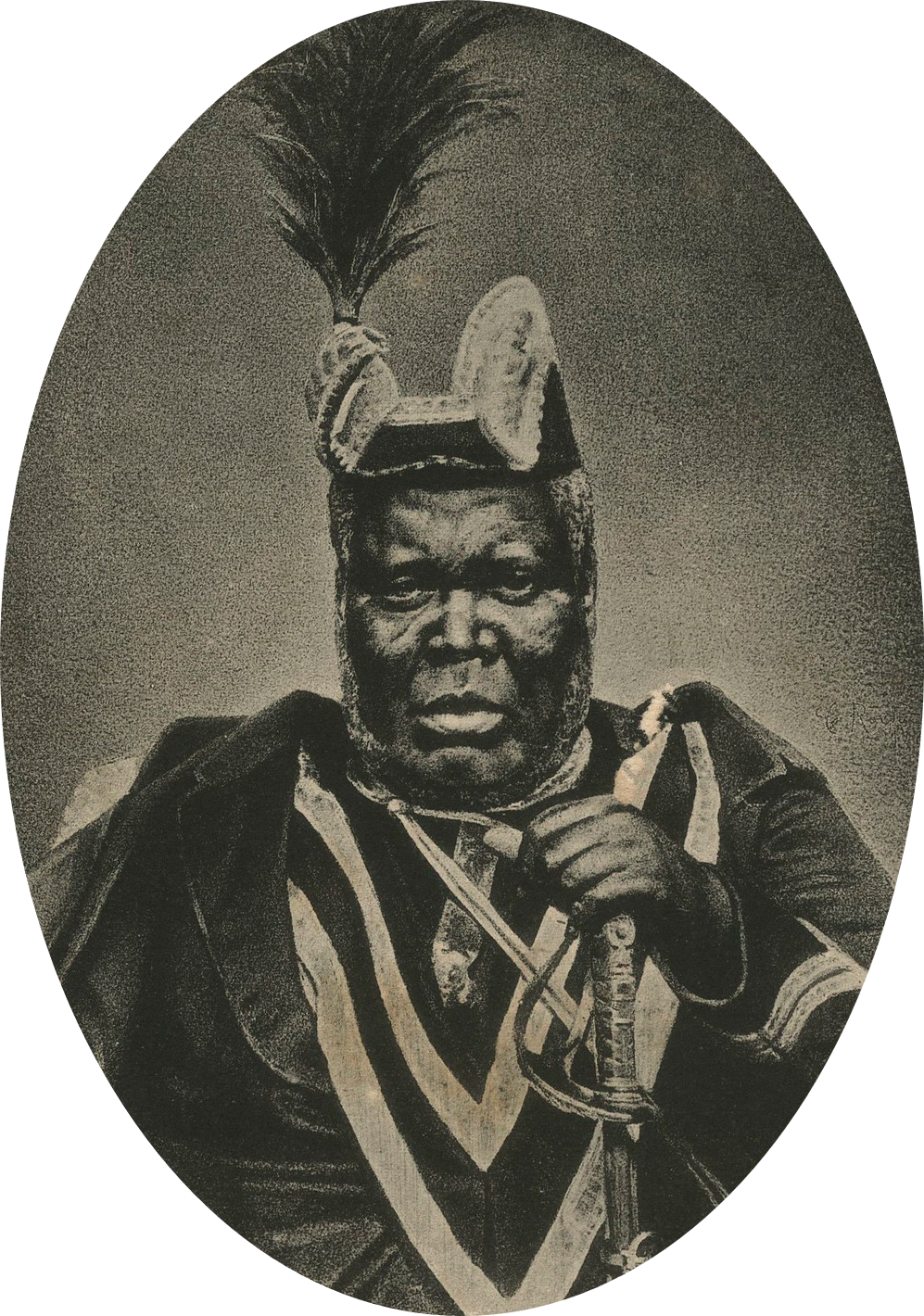
Pedro V van Kongo (1885)

In 1839 schafte het Koninkrijk Portugal, onder Britse druk, de slavenhandel ten zuiden van de evenaar af, een handel die Centraal-Afrika zwaar had beschadigd. De mensenhandel bleef echter voortbestaan tot ver in de jaren 1920, eerst als illegale slavenhandel en vervolgens als contractarbeid. Een handelscircuit in goederen verving geleidelijk de slavenhandel. Aanvankelijk lag de focus op ivoor en bijenwas, maar gaandeweg werden ook pinda’s en rubber belangrijke exportproducten. Deze overgang bracht een ware economische revolutie teweeg in Centraal-Afrika en had uiteindelijk ook diepgaande politieke gevolgen. In plaats van een slavenhandel die grotendeels door centrale autoriteiten werd gecontroleerd, ontstond er nu een stelsel waarin duizenden, en later honderdduizenden, gewone mensen goederen van het binnenland naar de kusthavens vervoerden. Deze individuen wisten hun deel van de nieuwe rijkdom te bemachtigen, wat ertoe leidde dat commercieel verbonden personen nieuwe dorpen stichtten en zich verzetten tegen het gevestigde gezag.
Gedurende deze periode, waarin de slavenhandel ten einde liep, kwam de langeafstandshandel steeds prominenter naar voren. Ondernemende edelen vonden in deze ontwikkelingen een bron van stabiliteit: zij richtten markten op en beschermden handelsroutes. Daarbij stichtten zij nieuwe makanda, clans die zich uitgaven als afstammend van gemeenschappelijke voorouders, maar die in werkelijkheid net zo goed handelsverenigingen waren als familieverbanden. Deze clans vestigden ketens van dorpen langs de handelsroutes, verbonden door fictieve verwantschapslijnen, lopend van Boma of de kust van Soyo tot aan São Salvador en vandaar het binnenland in. Een nieuwe orale traditie ontstond omtrent de stichter van het koninkrijk, vaak geïdentificeerd als Afonso I. In deze verhalen werd gesteld dat het koninkrijk ontstond doordat de koning de clans in alle richtingen liet uitwaaieren. In veel regio’s vervingen de geschiedenissen van deze clans, waarin de reizen van hun stichter en zijn volgelingen van het oorsprongsgebied tot het einddorp werden beschreven, de koninklijke geschiedenis zelf.
Ondanks gewelddadige rivaliteiten en de fragmentatie van het koninkrijk bleef Kongo tot ver in de 19de eeuw onafhankelijk voortbestaan. Álvaro Ndongo, een lid uit de het Huis Kimpanzu, claimde de troon namens de Kinlaza-Kanda van Matari, zonder acht te slaan op de claims van André’s groep in Mbanza Puto, en noemde zichzelf Álvaro XIII. Tegelijkertijd claimde Pedro Lelo de troon namens de Kinlaza-Kanda uit de Mbidizivallei, opererend vanuit een machtsbasis in Bembe. Pedro behaalde uiteindelijk de overwinning in een langdurige militaire strijd, mede dankzij Portugese steun. Met hulp van hun troepen versloeg hij Álvaro in 1859. Net als André II weigerde Álvaro XIII zijn nederlaag te erkennen en vestigde zijn eigen machtscentrum te Nkunga, niet ver van São Salvador.
De Portugese steun die Pedro Lelo aan de macht bracht had echter een prijs: toen hij werd gekroond als Pedro V (de tweede koning met deze naam; de eerste regeerde in de late jaren 1770), had hij ook een verdrag van vazalliteit met Portugal ondertekend. Portugal verwierf daardoor in 1859 formeel gezag over Kongo en liet zelfs een fort bouwen in São Salvador om een garnizoen te huisvesten. hetgeen ook het definitieve einde betekende van het onafhankelijke koninkrijk Kongo. Na een opstand tegen de Portugezen in 1914 werd ook de symbolisch geworden titel 'Koning van Kongo' afgeschaft.